# Agrotis haifae
Agrotis haifae is een vlinder uit de familie uilen (Noctuidae). De wetenschappelijke naam is voor het eerst geldig gepubliceerd in 1897 door Staudinger.
De soort komt voor in Europa.